# Fiji i olympiska sommarspelen 1992
Fiji deltog i de olympiska sommarspelen 1992 men erövrade inte någon medalj.

## Friidrott
Herrarnas 100 meter
- Gabrieli Qoro
  - Heat — 11,14 (→ gick inte vidare)

Herrarnas 5 000 meter
- Davendra Singh
  - Heat — startde inte (→ gick inte vidare)

Herrarnas 10 000 meter
- Bineshwar Prasad
  - Heat — 31:46,19 (→ gick inte vidare)

Herrarnas 110 meter häck
- Albert Miller
  - Heat — 14,88 (→ gick inte vidare)

Herrarnas 400 meter häck
- Autiko Daunakamakama
  - Heat — 53,90 (→ gick inte vidare)

Herrarnas längdhopp
- Gabrieli Qoro
  - Kval — 7,22 m (→ gick inte vidare)

## Segling
Herrarnas lechner
- Tony Philp
  - Slutligt resultat — 150.0 poäng (→ 10:e plats)